# カワラサイコ
カワラサイコ（河原柴胡、委陸菜、学名：Potentilla chinensis）は、バラ科キジムシロ属の多年草。同属のヒロハノカワラサイコに似るが、同種と比べると本種は全体に大きく、奇数羽状複葉の小葉の数が多く、裂片の裂け方が深く、裂片の幅が狭い。小葉の間に付属小葉片がある。

## 特徴
根は木質化して、円柱状となって直立する。茎は高さ30-70cmになり、長毛が生える。葉は奇数羽状複葉で、根出葉は束生し、茎葉は互生する。小葉は15-29個あり、上部の小葉は長さ2-5cm、幅8-15mm、倒披針形から狭長楕円形になり、下部のものは次第に小さくなり、葉脈の主脈まで羽状に切れ込む。裂片は鋭頭、表面は緑色で、有毛からほとんどが無毛、裏面は白い綿毛が密生し、乾燥すればときに縁は裏側に巻き込む。小葉と小葉の間に付属小葉片がある。茎葉の基部に托葉があり、広楕円形になり、鋸歯縁になるか深い歯牙状になる。
花期は6-8月。花序は散房状集散花序になり、頂生し、長期間にわたって次々と花を開く。花は黄色で径8-15mmになる。萼片は5個あり、三角状長楕円形から狭卵形で、長さ3-5mm、幅1.5-2mm、先は鋭頭になり、外側には長毛が密に生える。副萼片も5個あり、披針形から線状披針形で、萼片より小さく、先は鋭頭から鋭突頭になり、外側に長毛が密に生える。花弁も5個あり、倒卵状円形で先は凹頭になり、長さ5-7mm、幅4-6mmになる。雄蕊は15-20個あり、葯は長楕円形から卵形になる。心皮は多数あり、花柱はわずかに基部で肥厚し、やや頂生し、柱頭は広がる。花床は円錐形で毛が生える。果実は広卵形の痩果で多数つき、痩果は黄褐色で毛はなく、縦じわがあり、長さ約1.3mmになる。

## 分布と生育環境
日本では、本州、四国、九州に分布し、日当たりのよい海辺や河川敷などの砂礫地に生育する。世界では、極東ロシア、台湾、朝鮮半島、中国大陸に分布する。

## 名前の由来
和名カワラサイコは、「河原柴胡」の意。河原に生え、根茎が太く、根茎を薬用とするセリ科のミシマサイコの類「柴胡」に似ることによる。
種小名（種形容語）chinensis は、「中国」の意味。

## 分類
同属のヒロハノカワラサイコ P. niponica は、奇数羽状複葉の小葉は7-15個と少なく、裂片の裂け方が浅く、裂片の幅が広い。小葉と小葉の間に付属小葉片がない。葉の基部にある托葉にはわずかに鋸歯あり、深い歯牙状にはならない。

## ギャラリー

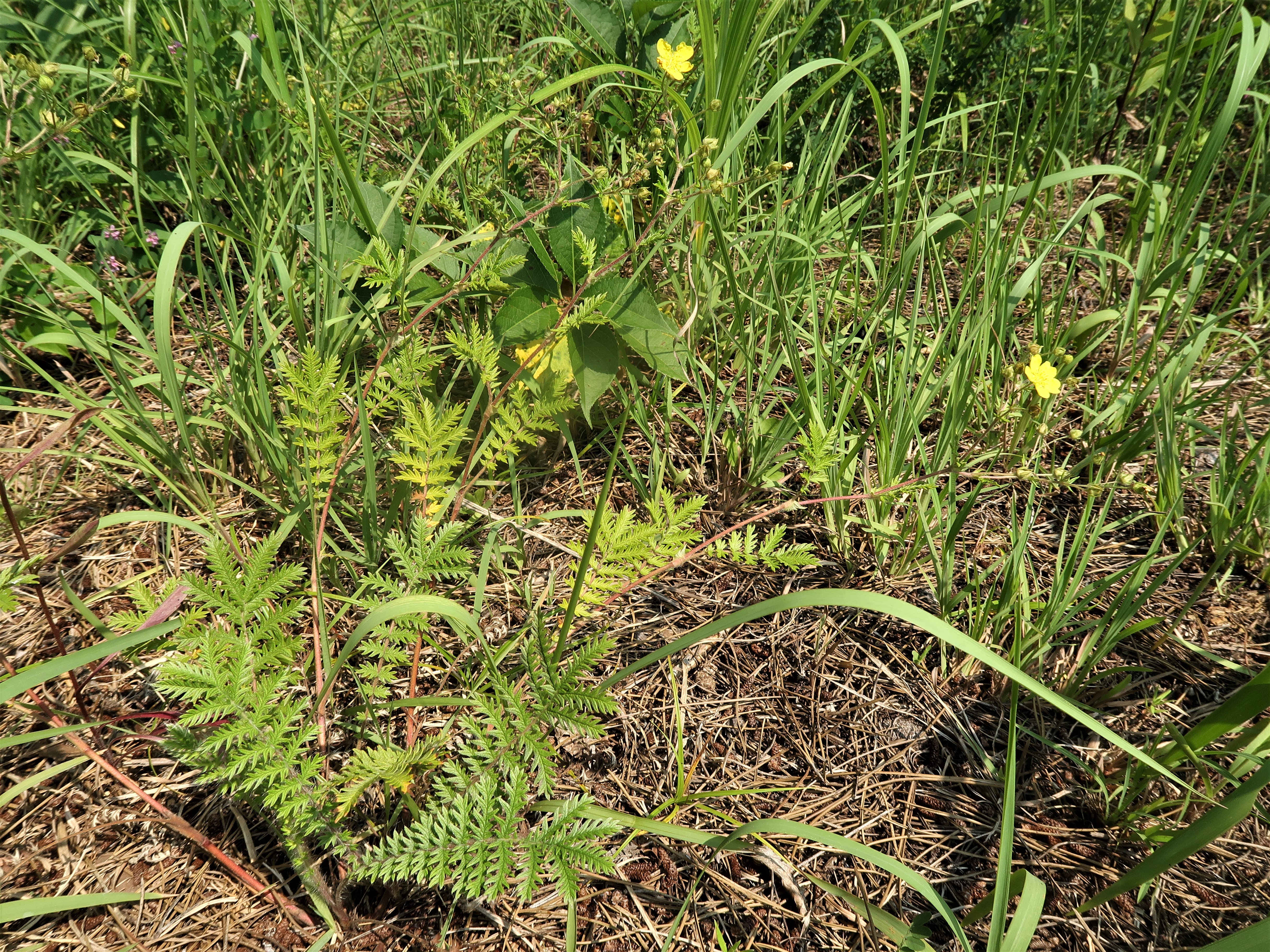
根出葉は束生し、羽状複葉の小葉の数が多い。
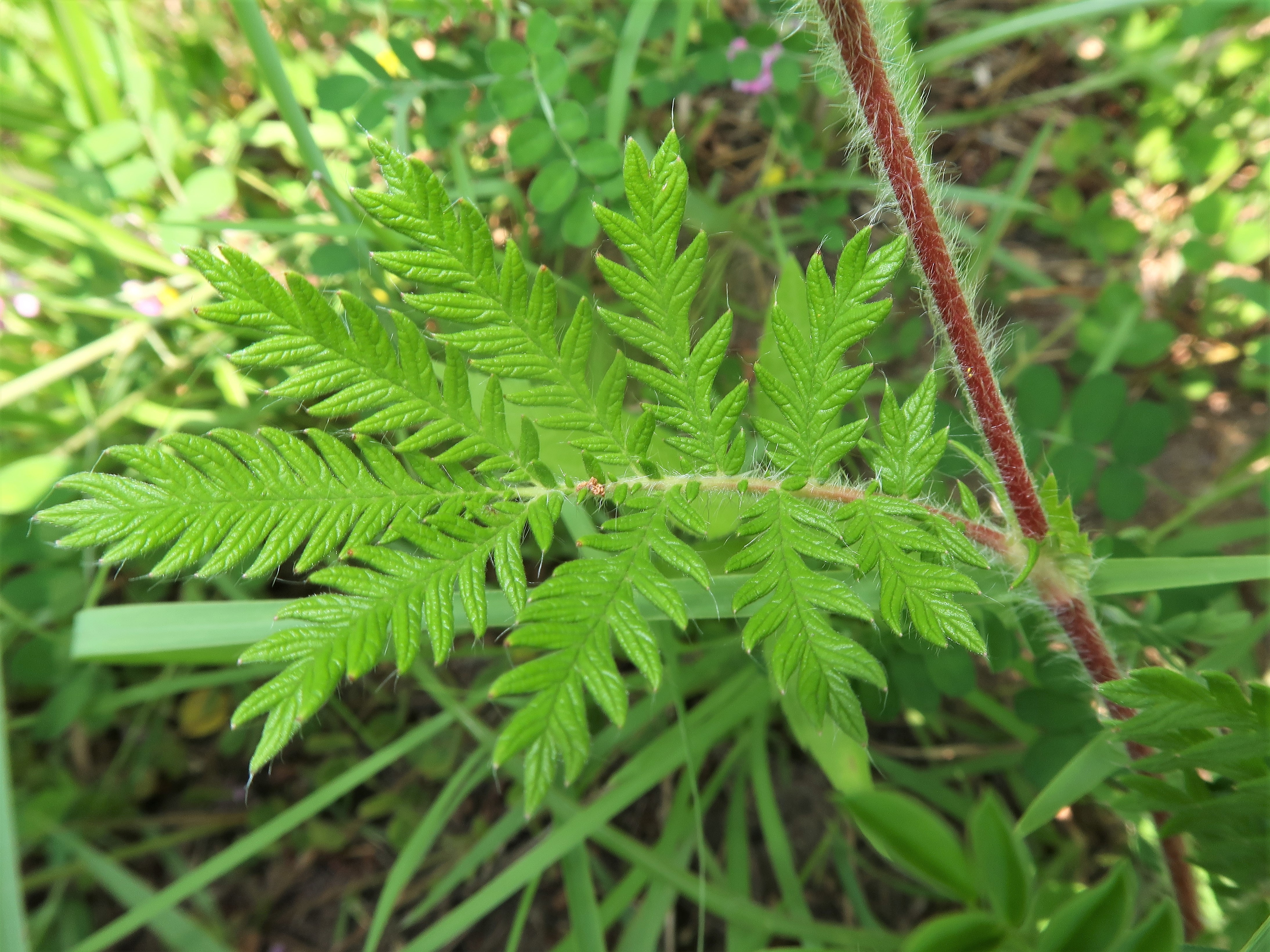
茎葉は互生する。葉は奇数羽状複葉で、上部の小葉が大きい。葉柄の基部に托葉があり、鋸歯縁になる。
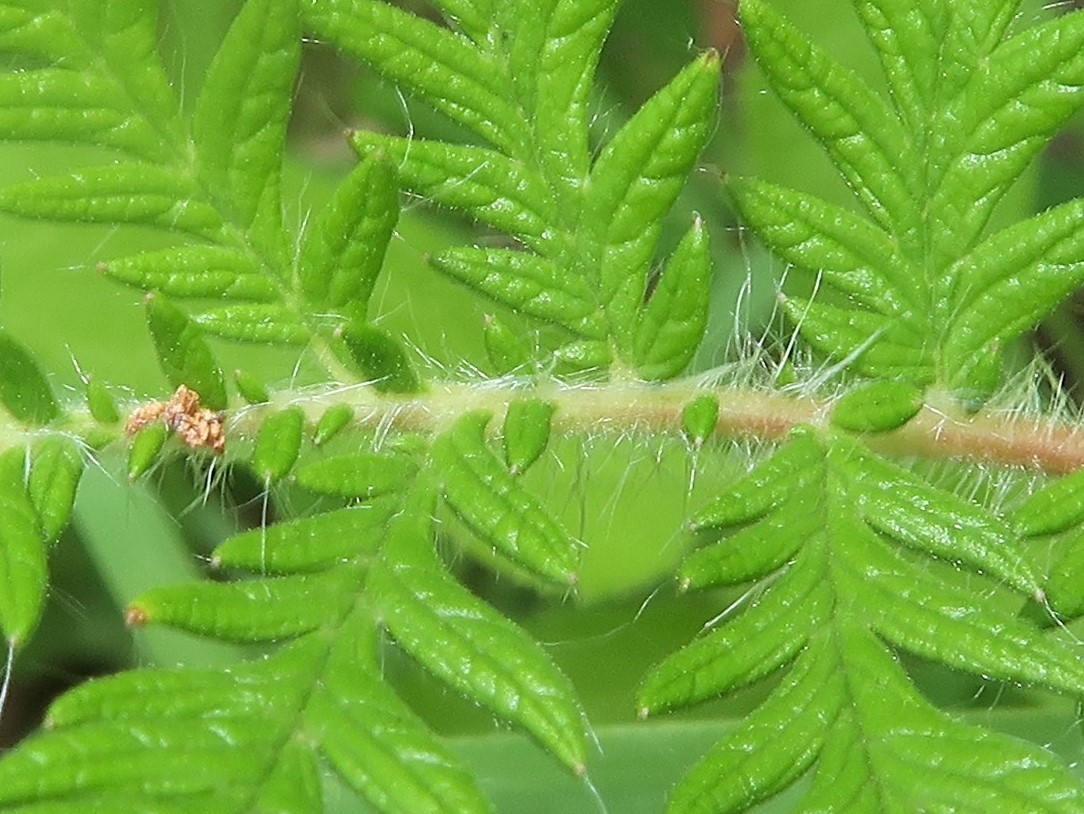
左の部分拡大。小葉と小葉の間に付属小葉片がある。
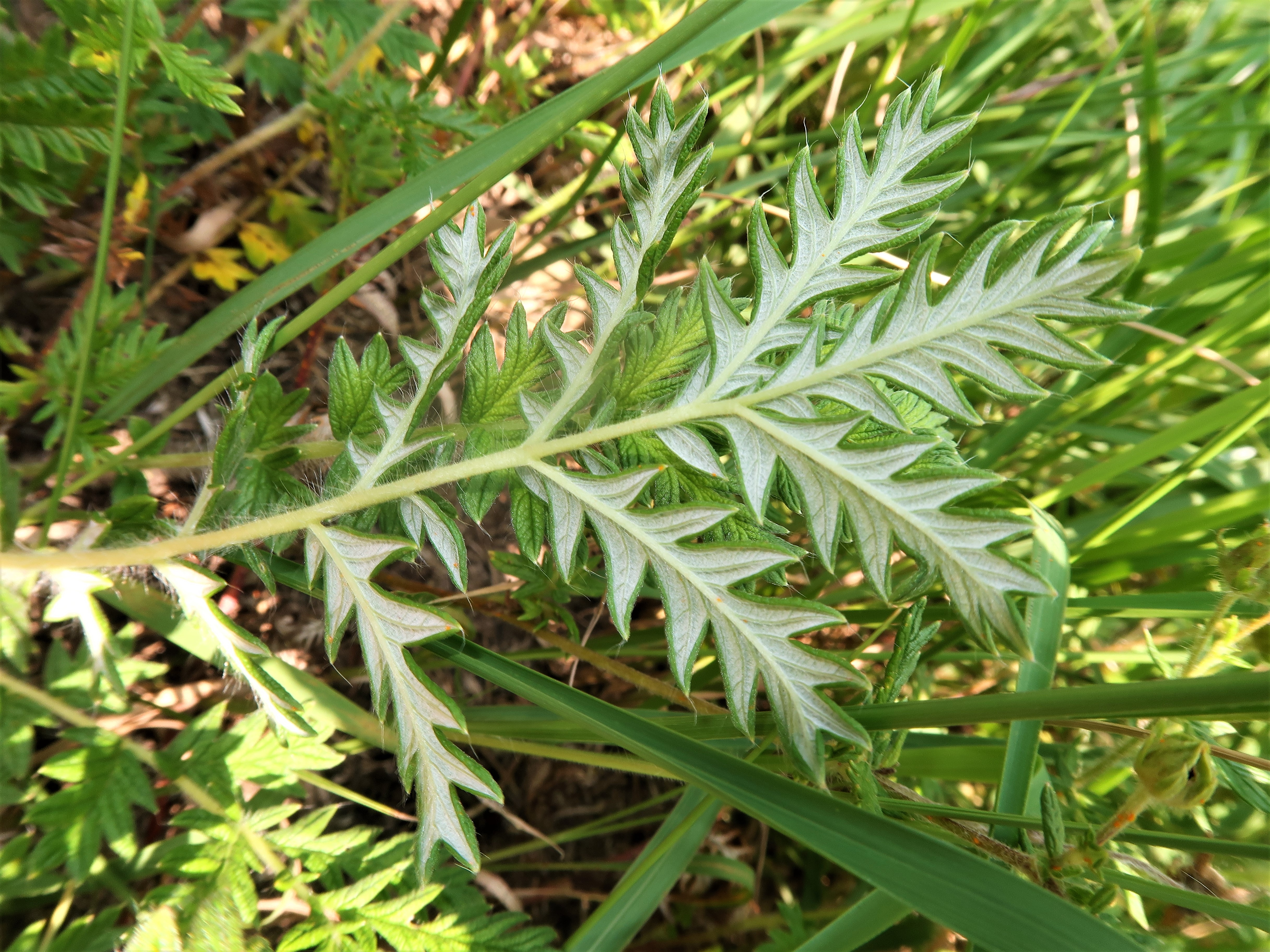
小葉の裏面は白い綿毛が密生し、縁は裏側に巻き込む。
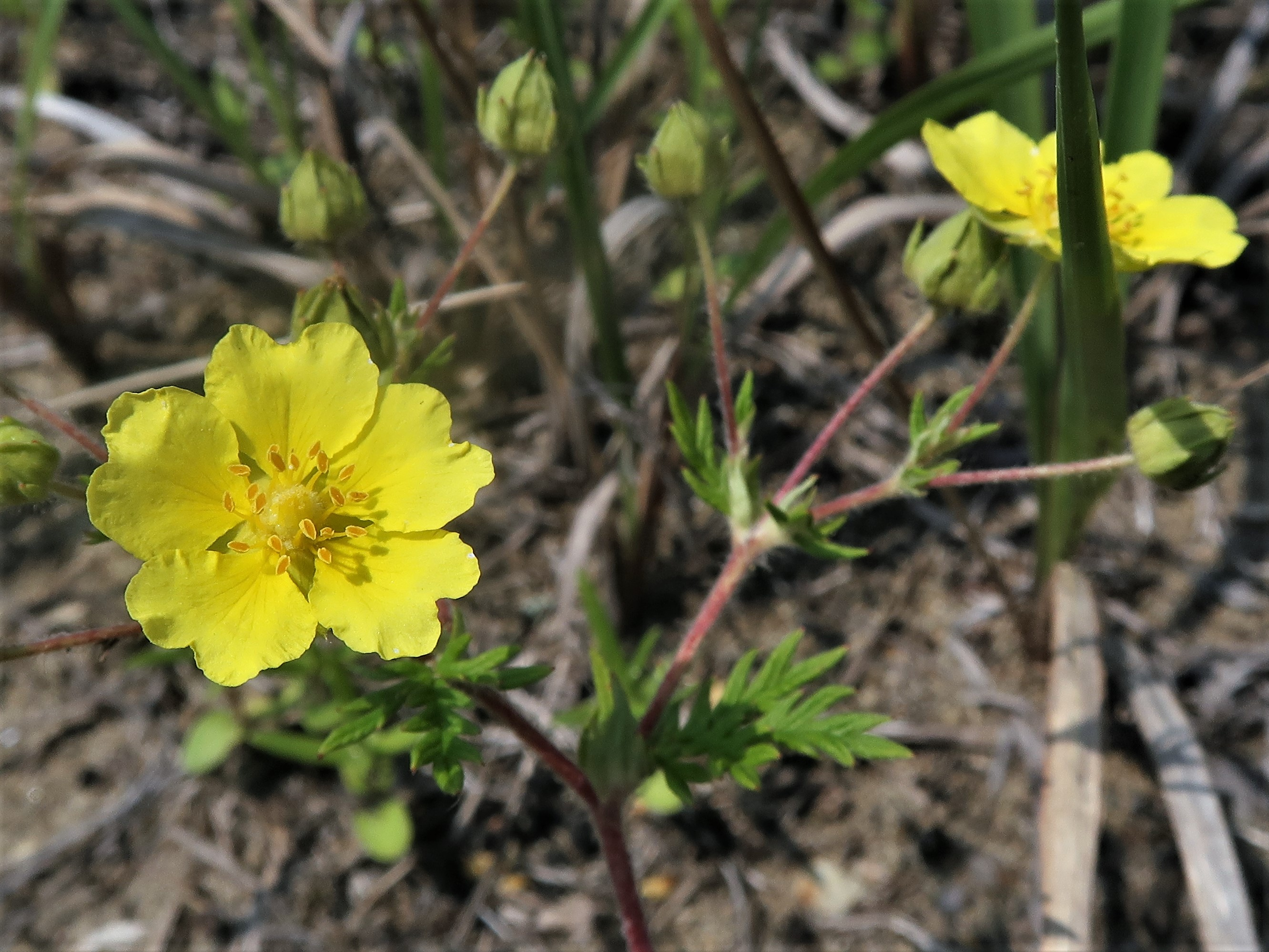
花は黄色で5弁花。倒卵状円形で先は凹頭になる。
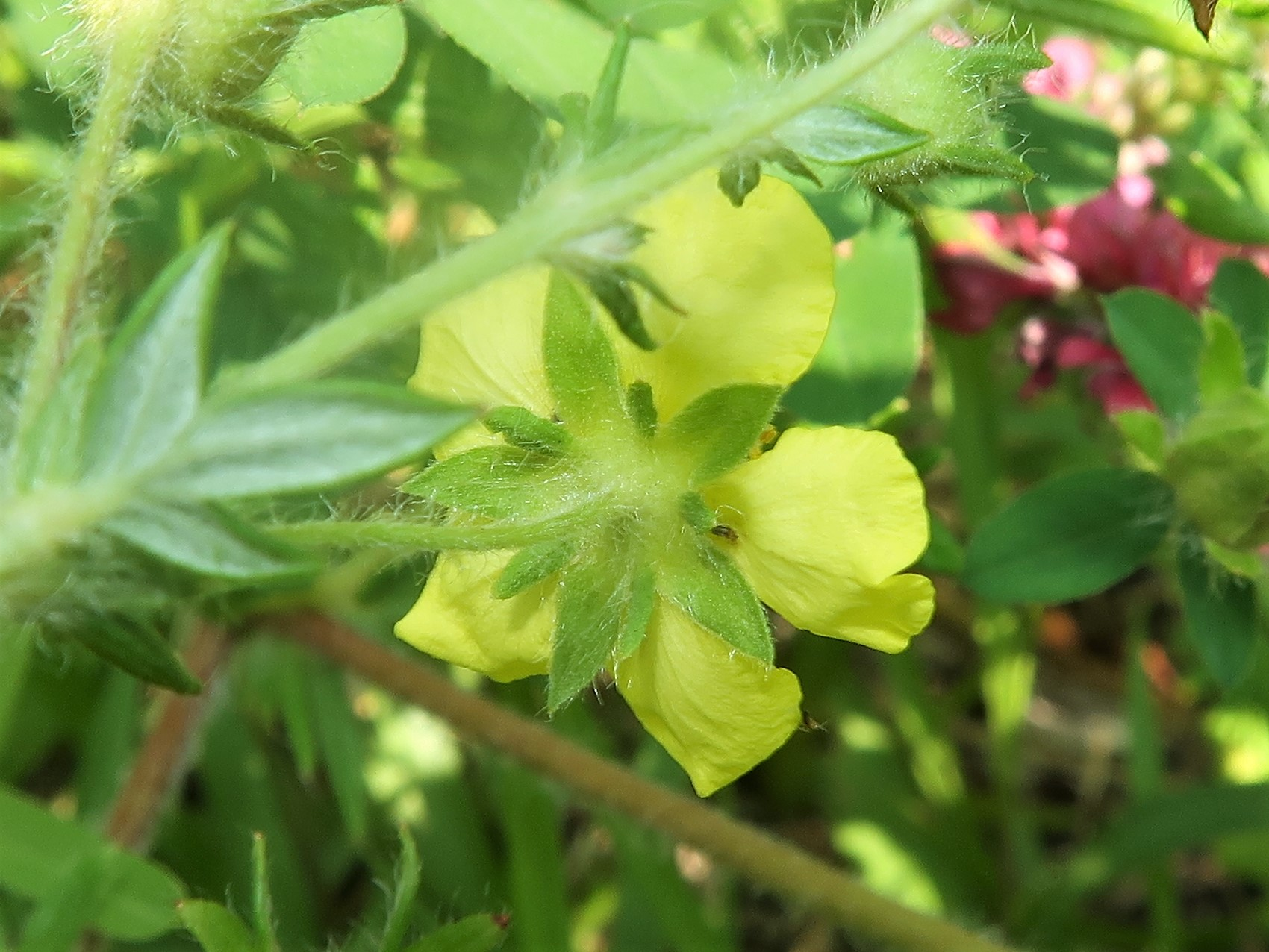
萼片と比べ副萼片は小さい。外側には白い長毛が密生する。